# Débora Slotnisky
Débora Slotnisky es una periodista argentina.
Especializada en nuevas tecnologías.
Recibió varios premios por su trayectoria otorgados por instituciones como ADEPA y Cámara de Software y Servicios Informáticos de la Argentina (CESSI).

## Biografía

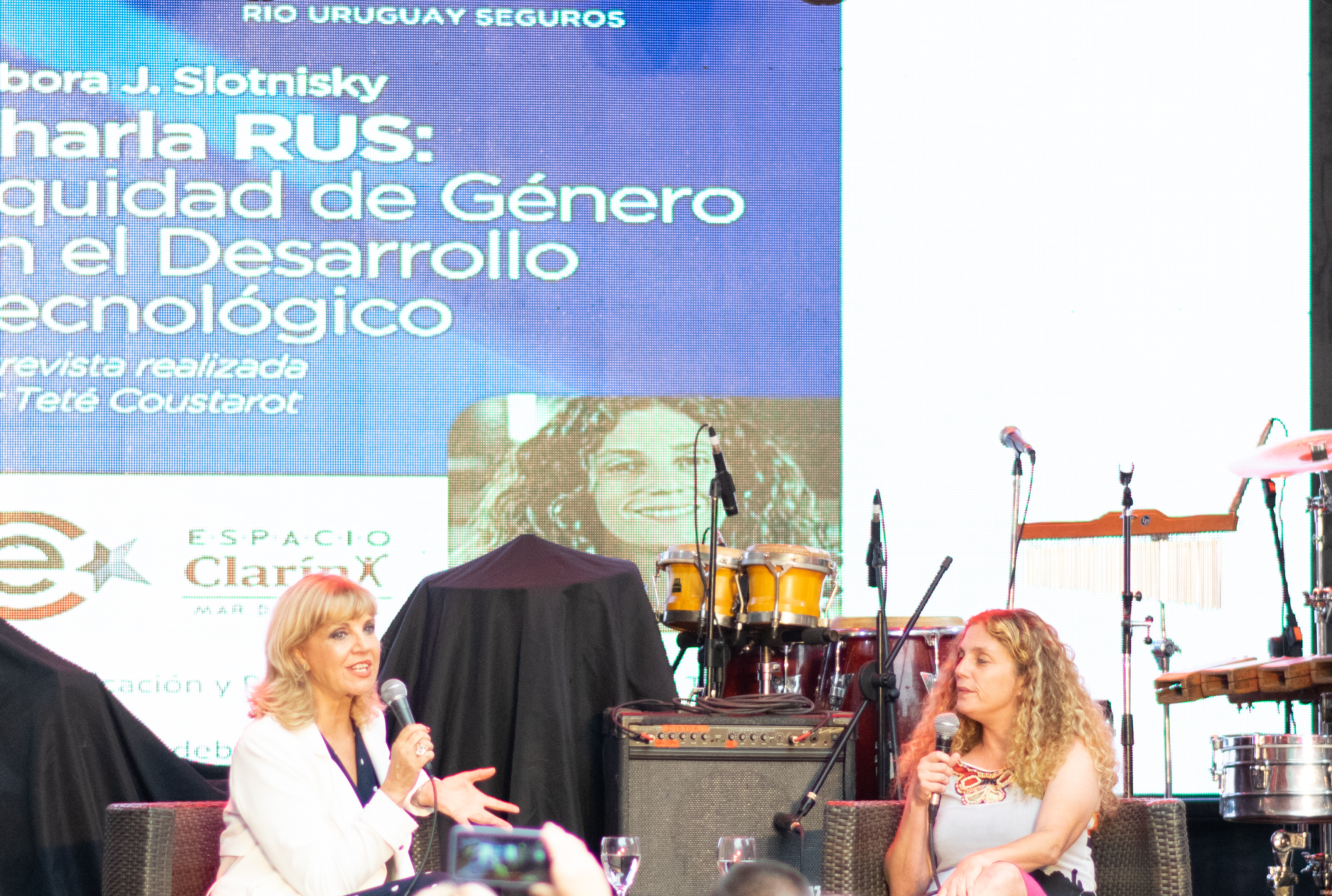
Débora Slotnisky y Teté Coustarot en Mar del Plata.

Estudio Comunicación en la Universidad de Buenos Aires obteniendo una licenciatura en la especialidad. Posteriormente estudio periodismo en TEA recibiéndose de periodista.
Escribió el libro Transformación Digital: cómo las personas y empresas pueden adaptarse a esta revolución donde explica como las transformaciones digitales están cambiando las rutinas diarias de las personas y como las diferentes entidades deben prepararse para manejarse en este medio.

## Reconocimientos
ADEPA y la Cámara de Software y Servicios Informáticos de la Argentina (CESSI) (otorga los Premios Sadosky) le otorgaron premios por su trayectoria y calidad de sus trabajos publicados. Además participó llegando a la final de los Premios Accenture al Periodismo y III Premio de Periodismo Iberoamericano de IE Business School.